# Tina Gustafsson
Tina Gustafsson (anglès: Tina Isabel Gustafsson)  (Norrköping, 30 de setembre de 1962) és una nedadora sueca, ja retirada, especialista en esquena i estil lliure, que va competir durant la dècada de 1970.
El 1980 va prendre part en els Jocs Olímpics d'Estiu de Moscou, on va disputar tres proves del programa de natació. Formant equip amb Carina Ljungdahl, Agneta Mårtensson i Agneta Eriksson guanyà la medalla de plata en els 4x100 metres lliures, mentre en els 4x100 metres estils fou quarta i en els 200 metres lliures quedà eliminada en semifinals. A nivell nacional guanyà vuit campionats suecs en els 100 i 200 metres esquena entre 1976 i 1979.